# Enid (prénom)
Pour les articles homonymes, voir Enid.
Cette page présente le prénom Enid ainsi que ses variantes.
Enid est un prénom féminin dont les origines sont du terme eneit qui signifie en moyen gallois esprit ; vie ; pureté.

## Occurrence
Le prénom a une certaine popularité durant les années 1890 aux années 1920.

## Étymologie
Énide est un déesse celtique et un prénom arthurien du 19e siècle popularisé dans l'épopée Idylls of the King (en) d'Alfred Tennyson, ainsi que par les récits gallois médiévaux Mabinogion et Y Tair Rhamant et ancien français Érec et Énide.

## Personnalités portant ce prénom
Ce prénom est notamment porté par :
- Enid Bagnold (1889-1981), romancière et dramaturge britannique
- Enid Bakewell (en) (née en 1940), joueuse anglaise de cricket
- Enid Bennett (1893-1969), actrice australienne
- Enid Bishop (en) (née en 1925), bibliothécaire australienne, spécialiste en études asiatiques
- Enid Blyton (1897-1968), romancière britannique
- Enid Campbell (en) (1932-2010), doyenne et professeure de droit australienne
- Enid Charles (1894-1972), statisticienne et féministe britannique
- Enid Crow (en) (née en 1968), artiste féministe américaine
- Enid Dame (en) (1943-2003), poétesse et auteure américaine
- Enid Derham (en) (1882-1941), poétesse et académicienne australienne
- Enid Evans (en) (1914-2011), bibliothécaire et administratrice néo-zélandaise
- Enid Gilchrist (en) (morte en 2007), designeuse de mode australienne
- Enid Greene Mickelsen (en) (née en 1958), femme politique américaine de l'Utah
- Enid Hattersley (en) (1904-2001), femme politique travailliste britannique
- Enid A. Haupt (en) (1906-2005), éditrice et philanthrope américaine
- Enid Hibbard (en) (1889-1960), scénariste américaine
- Enid Johnson Macleod (en) (1909-2001), médecin et anesthésiste canadienne
- Enid Kent (en) (née en 1945), actrice américaine
- Enid Lakeman (en) (1903-1995), femme politique britannique
- Enid Lapthorn (en) (1889-1967), femme politique libérale britannique
- Enid Legros-Wise (en) (née en 1943), artiste céramiste canadienne
- Enid Lorimer (en) (1887-1982), actrice de télévision et cinéma anglaise
- Enid Luff (en) (1935-2022), musicienne et compositrice galloise
- Enid Lyons (1897-1981), première femme politique élue en Australie
- Enid MacRobbie (en) (1931-2024), scientifique biophysique britannique
- Enid Mark (en) (1932-2008), artiste et éditrice américaine
- Enid Markey (1894-1981), actrice américaine
- Enid Marx (en) (1902-1998), peintre et designeuse anglaise
- Enid Michael (en) (1883-1966), ranger américaine à Yosemite
- Enid Mumford (en) (1924-2006), scientifique sociale et informatique britannique
- Enid Nemy (en) (née en 1924), journaliste canado-américaine
- Enid Riddell (en) (1903-1980), pilote de course britannique
- Enid Diana Rigg (1938-2020), actrice anglaise
- Enid Seeney (1931-2011), designeuse céramiste britannique
- Enid Shomer (en), poétesse et auteure de fiction américaine
- Enid Stacy (en) (1868-1903), activiste socialiste anglaise
- Enid Stamp Taylor (en) (1904-1946), actrice anglaise
- Enid Starkie (en) (1897-1970), critique littéraire irlandaise
- Enid Szánthó (en) (1907-1997), contralto d'opéra hongroise
- Enid Tahirović (en) (né en 1972), joueur bosnien de handball
- Enid Tapsell (en) (1903-1975), infirmière et femme politique néo-zélandaise
- Enid Wyn Jones (en) (1909-1967), infirmière et pacifiste galloise
- Enid Yandell (1869-1934), sculptrice américaine
- Pour l'ensemble des articles sur les personnes portant ce prénom, consulter :
  - la liste des articles dont le titre commence par ce prénom
  - les listes produites par Wikidata : Liste des personnes de prénom « Enid » — même liste en incluant les éventuels prénoms composés qui contiennent « Enid ».